# Буремні дев'яності (СНД)
Буремні дев'яності (рос. Лихие девяностые) — стала назва епохи 1990-х років на території СНД. Головними рисами десятиліття були економічні потрясіння та розгул злочинності.

## Застосування
Основні явища 1990-х років: Серпневий путч, розпад СРСР, приватизація державної власності, лібералізація цін, знецінення заощаджень громадян, невиплата заробітної плати, пенсій і соціальної допомоги, осетинсько-інгуський збройний конфлікт 1992 року, тероризм та розгул організованої злочинності, Перша і Друга російсько-чеченські війни, російський дефолт 1998 року, вестернізація, сексуальна революція, моральний релятивізм, різке падіння народжуваності та зростання смертності в мирний час тощо.
У той період командну економіку змінила, за висловом Маршалла По, «хаотична суміш бандитизму й капіталізму», а збройні сили втратили свою колишню могутність. На думку А. О. Бонч-Осмоловської, «тільки носій пострадянської колективної пам'яті здатен зрозуміти смисл словосполучення „буремні дев'яності“».
Із середини 2000-х років словосполучення «буремні дев'яності» (рос. лихие девяностые) почала використовувати преса, замінивши епітетом «буремні» емоційніші вирази, як-от «криваві», «нещасливі», «погані» тощо.
Російські політики й журналісти часто протиставляють «буремним дев'яностим» визначення «стабільні нульові», яке виникло внаслідок неодноразових заяв президента РФ В. В. Путіна про «стабільність» як новий курс державної політики Росії.
Події, яки припали на 1990-ті роки, негативно позначилися на ставленні жителів країн СНД до європейських цінностей і до власне до поняття «демократія». Зокрема, опитування населення Росії, проведене у 2009 році Інститутом соціології РАН, виявило, що у переважної більшості населення слово «демократія» асоціюється з крадіжками, корупцією й національним приниженням; і лише 10,4 % усіх опитаних поставилися до цього поняття позитивно. Уже наприкінці 1990-х років емоційне неприйняття ліберальних цінностей створило передумови для повернення до авторитарного режиму в Росії.